# Partido Socialista Islandês

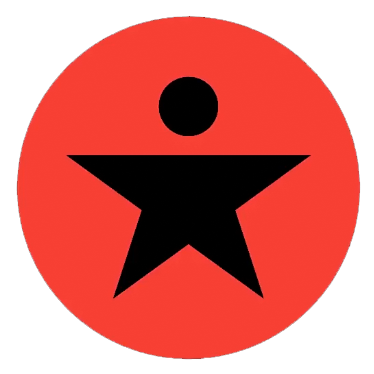
Logo do Partido Socialista Islandês

O Partido Socialista Islandês (em islandês:  Sósíalistaflokkur Íslands; SFÍ) é um partido socialista da Islândia, fundando no Dia Internacional dos Trabalhadores (1 de maio) em 2017 .
O fundador do partido foi o editor e autor Gunnar Smári, que no lançamento do partido declarou que este seria "um defensores dos assalariados e de todos os que são pobres, invisíveis e sem poder. Os opositores do Partido Socialista Islandês são os ricos e aqueles que servem os seus interesses". Os pontos principais do seu programa são:
- "Condição de vida humanas" no que se refere a salários, subsídios de desemprego, pensões e empréstimos a estudantes.
- Um sistema de saúde gratuito sem pagamentos adicionais.
- Redução do horário de trabalho.
- Um reforma do sistema fiscal, com impostos mais altos para os ricos e mais baixos para os assalariados.

Segundoo Gunnar Smári o partido tinha 1.400 membros quando foi fundando. No principio de maio de 2017, uma comissão temporário foi escolhida para preparar um "Congresso socialista" no Outono desse ano. Antes do congresso o partido selecionou quatro comités entre os seus membros por sorteio, responsáveis pela saúde, habitação, segurança social e democratização da sociedade.
O partido não concorreu nas eleições de 2017, já que se declarou como estando ainda em construção," mas apresentou listas em Reiquiavique e Kópavogur nas eleições municipais de 26 de maio de 2018. Em Reiquiavique, elegeu um em 23 lugares, com 6,4% dos votos.